# Clinolabus humeralis
Clinolabus humeralis es una especie de coleóptero de la familia Attelabidae.

## Distribución geográfica
Habita en Surinam y Brasil.